# Al-Faw
Al-Fāw (in arabo: الفاو; a volte traslitterato come Fao) è una città capoluogo dell'omonimo distretto iracheno, parte del Governatorato di Bassora.
La città si trova all'estremità sudorientale della penisola di al-Fāw, sulla riva destra dello Shatt al-'Arab, a pochi chilometri dal Golfo Persico.
A causa della sua posizione strategica alla foce del fiume Shatt al-'Arab, al-Fāw è stata teatro di varie operazioni militari durante la prima guerra mondiale, la guerra tra Iran e Iraq e la guerra del Golfo.